# Bassaricyon
Pour les articles homonymes, voir Lingo et Johnny Lingo.
Genre
Les olingos (Bassaricyon) sont des mammifères d'Amérique du Sud de l'ordre des carnivores de la famille des procyonidés.
Aussi appelés Lingos ou Kinkajou à face pâle, les olingos sont souvent confondu avec le kinkajou. La forte ressemblance de ces animaux avec les bassaris a inspiré le nom du genre lors de la description de Joel Asaph Allen à partir des restes d'un olingo commun.

## Classification
Le nombre d'espèces valides diffère selon les autorités. Certains auteurs estiment que des espèces comme Bassaricyon lasius et Bassaricyon pauli sont conspécifiques ou des sous-espèces de Bassaricyon gabbii.

### Liste des espèces
Selon Catalogue of Life (16 mai 2015) et ITIS (16 mai 2015) :

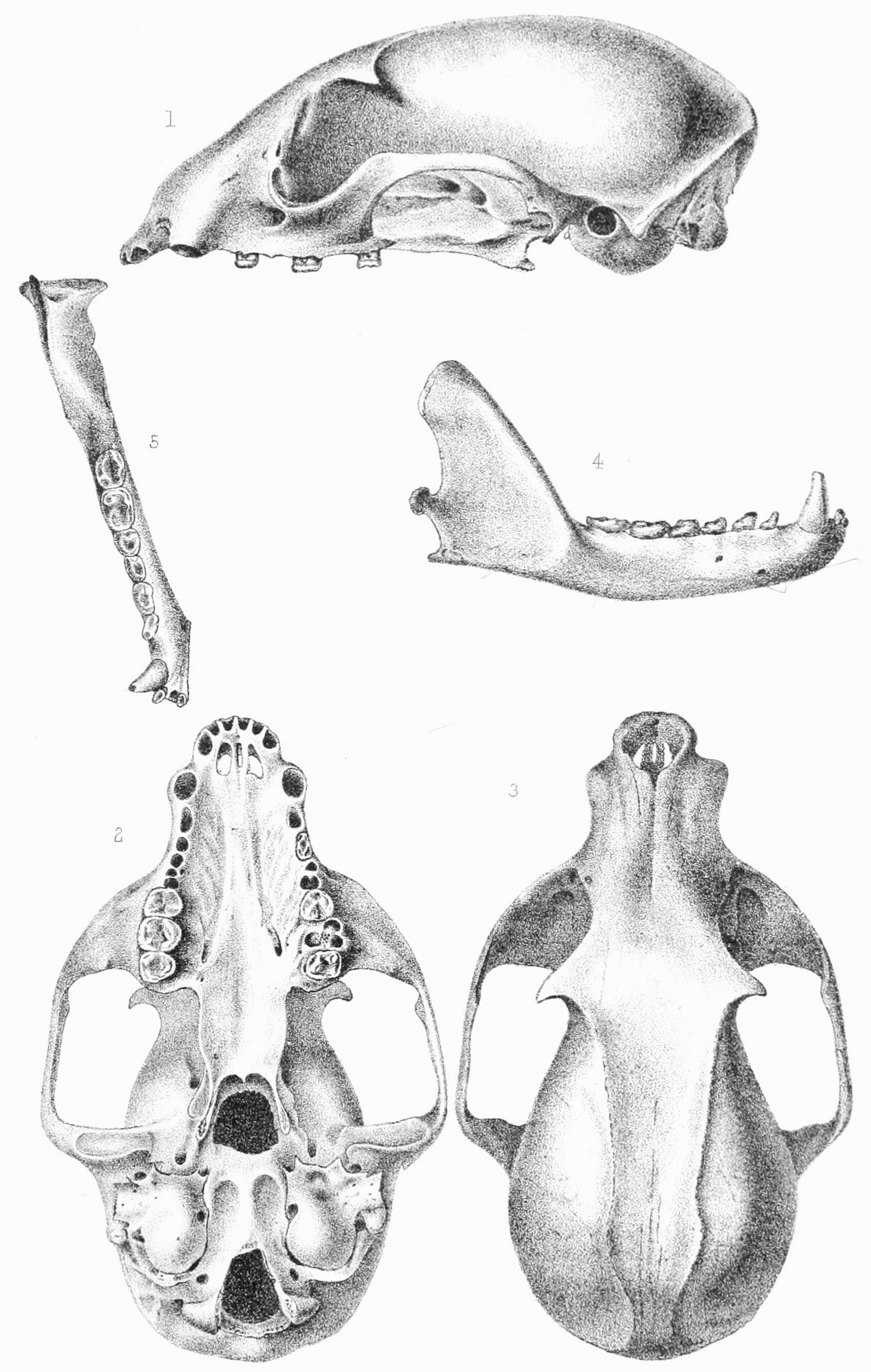
Dessins du crâne d'un olingo commun (espèce type du genre) ayant accompagné la description originale de 1876 par Joel Asaph Allen

- Bassaricyon alleni Thomas, 1880 — l'Olingo d'Allen
- Bassaricyon gabbii J. A. Allen, 1876 — l'Olingo commun, olingo de Gabbi, l'espèce type, la mieux connue.
- Bassaricyon medius Thomas, 1909
- Bassaricyon neblina Helgen, Pinto, Kays, Helgen, Tsuchiya, Quinn, Wilson & Maldonado, 2013 — l'Olinguito

Selon Mammal Species of the World (version 3, 2005)  (16 mai 2015) :
- Bassaricyon alleni Thomas, 1880
- Bassaricyon beddardi Pocock, 1921
- Bassaricyon gabbii J.A. Allen, 1876
- Bassaricyon lasius Harris, 1932
- Bassaricyon pauli Enders, 1936

Selon Paleobiology Database (16 mai 2015) :
- Bassaricyon alleni
- Bassaricyon gabbii